# Maar

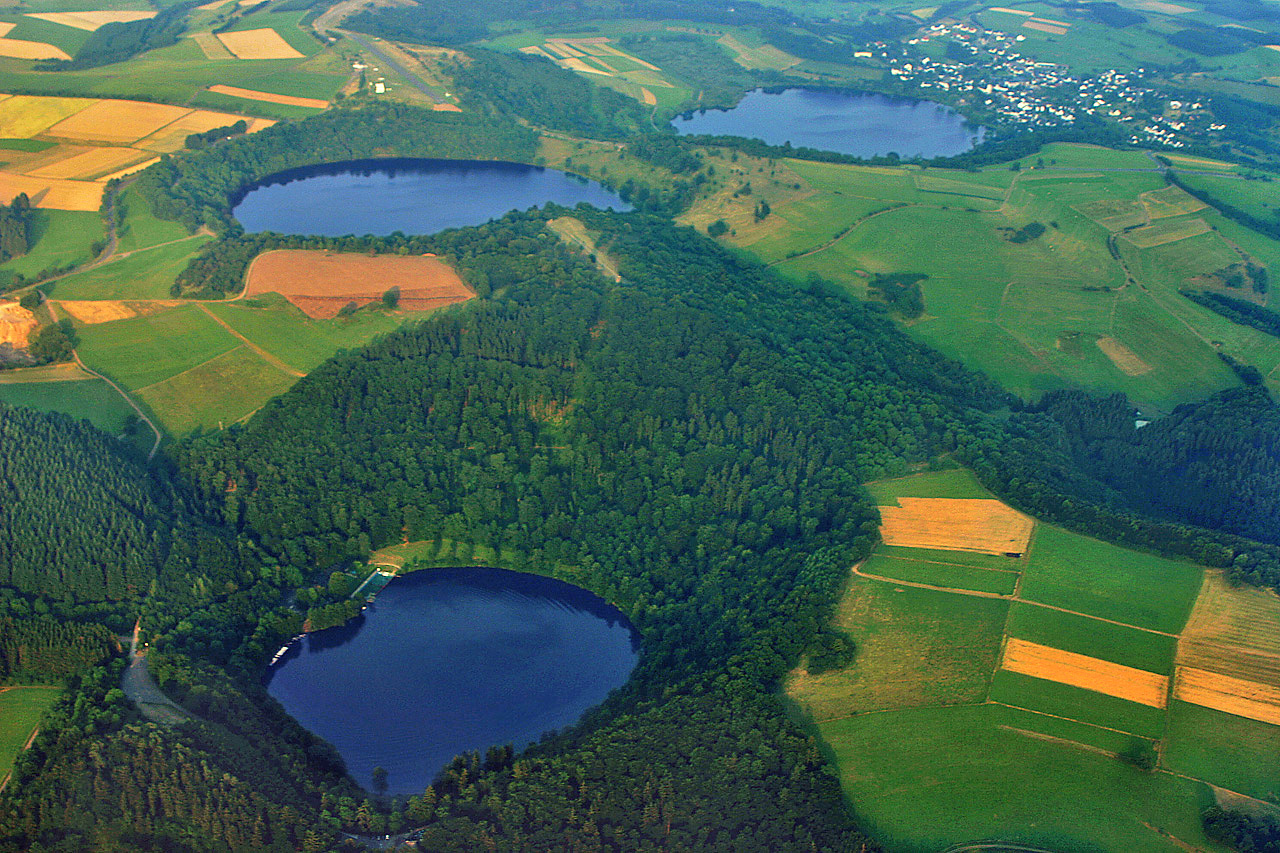
Tre Maare nell'Eifel

Maar è un termine tedesco (al plurale maare) utilizzato per indicare delle strutture poco rilevate, generalmente di forma circolare, il cui fondo depresso rispetto al piano di campagna è occupato da un lago.
Si tratta di caldere di origine idromagmatica, ossia di cavità originate da esplosioni scatenate dal contatto tra magma e acqua di falda. L'acqua della falda profonda (falda freatica), venendo a contatto con il magma in masse consistenti, provoca la formazione di grosse quantità di composti volatili con un potenziale esplosivo di potenza inimmaginabile con conseguenze catastrofiche paragonabili a quelle degli impatti di meteoriti di grandi dimensioni. L'acqua della falda freatica riempie poi la caldera residua, formando così il laghetto nel fondo della cavità.
I maare sono molto frequenti nella regione tedesca dell'Eifel. Non sono tuttavia rari in Italia. Esempi di maare italiani sono i crateri vulcanici dei Colli Albani (lago Albano, lago di Nemi), il lago di Martignano, il lago d'Averno ed i laghi di Monticchio.

## Galleria d'immagini

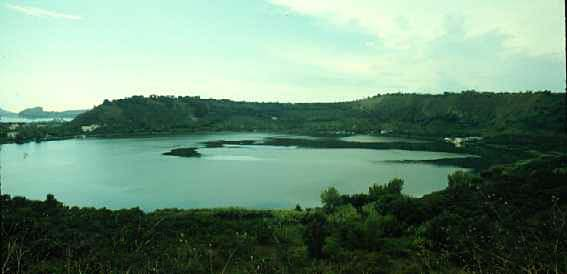
Lago d'Averno
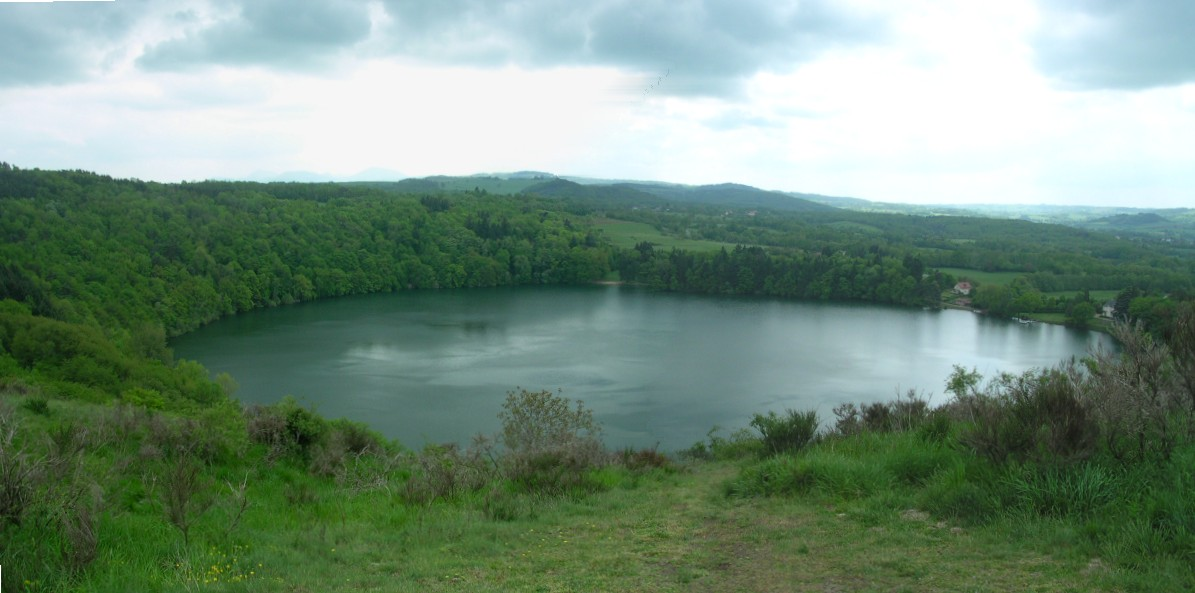
Maar di Gour de Tazenat, Alvernia, Francia
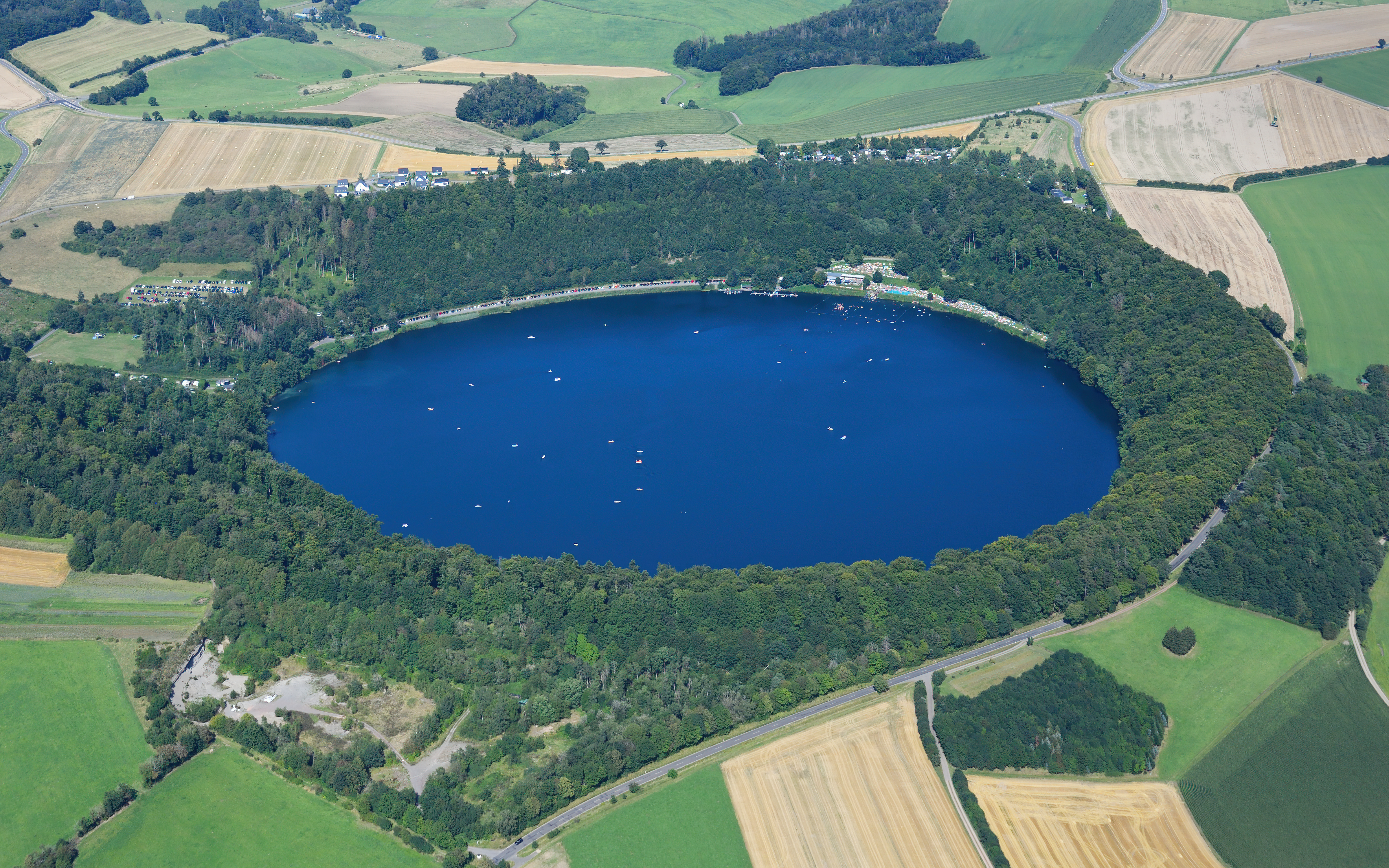
Vista aerea del Pulvermaar (Eifel, Germania)